# Готейк
Готейк — железнодорожный виадук в штате Шан, Мьянма.

## Описание
Строительство виадука началось 28 апреля 1899 года и окончилось 1 января следующего года. Готейк соединил собой города Лашо и Мемьо. Общая длина моста составила 689 метров, он состоит из 15 пролётов, высота свода над водой — 102 метра. Ширина Готейка невелика — один железнодорожный путь. Стоимость сооружения составила 111 200 фунтов стерлингов.
Основные конструкции виадука были сделаны Пенсильванской сталеплавильной компанией (англ.) и доставлены в Бирму из США через океан. 
Поскольку виадук Готейк является важным стратегическим транспортным объектом, в 1976—1978 по низу долины был построен альтернативный обходной железнодорожный путь на случай уничтожения виадука. Впрочем, он ни разу не использовался, в 1990-х годах его перестали поддерживать в рабочем состоянии и к 2002 году он был поглощён тропической растительностью.
Готейк является самым высоким мостом в стране, а на момент открытия (1900 год) также был самым высоким железнодорожным мостом типа Trestle (англ.) в мире. В настоящее время по нему проходят два состава в день: Мандалай—Лашо и Лашо—Мандалай. Виадук является туристической достопримечательностью, стоимость проезда по нему для иностранцев составляет около 4 долларов США. По самому́ мосту поезд идёт медленно, чтобы избежать излишней нагрузки на сооружение, которому уже больше века.